# 肯尼思·R·米勒
肯尼思·R·米勒（1948年7月14日—）是一位美国细胞和分子生物学家，布朗大学教授，专攻细胞膜系统特别是叶绿体膜，知名于对演化论的辩护，主要作品有《人类的本能：我们如何进化出理性、意识和自由意志》（The Human Instinct: How We Evolved to Have Reason, Consciousness, and Free Will）等。